# Старий Госткув
Старий Госткув (пол. Stary Gostków) — село в Польщі, у гміні Вартковиці Поддембицького повіту Лодзинського воєводства.
Населення — 253 особи (2011).
У 1975-1998 роках село належало до Серадзького воєводства.

## Демографія
Демографічна структура станом на 31 березня 2011 року:
|          | Загалом | Допрацездатний вік | Працездатний вік | Постпрацездатний вік |
| -------- | ------- | ------------------ | ---------------- | -------------------- |
| Чоловіки | 114     | 16                 | 63               | 35                   |
| Жінки    | 139     | 12                 | 70               | 57                   |
| Разом    | 253     | 28                 | 133              | 92                   |